# Resolució 32 del Consell de Seguretat de les Nacions Unides
La Resolució 32 del Consell de Seguretat de les Nacions Unides, aprovada el 26 d'agost de 1947, va condemnar els continus episodis de violència en la Revolució Nacional d'Indonèsia, fent una crida a tots dos bàndols (els Països Baixos i els Republicans d'Indonèsia) a deixar les armes i complir amb els compromisos de la Resolució 30 del Consell de Seguretat.
La resolució va ser adoptada per deu vots a favor i amb l'abstenció del Regne Unit.